# Akik csizmában halnak meg
Az Akik csizmában halnak meg (eredeti cím olaszul: La collina degli stivali) 1969-ben bemutatott olasz westernfilm, amelynek főszereplői Terence Hill (Cat Stevens) és Bud Spencer (Hutch Bessy), és a Giuseppe Colizzi által rendezett trilógia záródarabja. Magyarországon ismert még Csizmadombi fenegyerek és Akit nem a guta ütött meg címmel is.
Míg a Bosszú El Pasóban elvarrta az Isten megbocsát, én nem megmaradt szálait, addig ez a film már csak lazábban kapcsolódik az első két részhez, lényegében a két főszereplőn keresztül. A filmnek Hutch tanyáján játszódó epizódját még Olaszországban vették fel, a többi jelenetet viszont Spanyolországban forgatták. Szemben az előző két résszel, ahol a jelenetek kizárólag spanyol területen készültek.
Az élőszereplős játékfilm rendezője  és írója Giuseppe Colizzi, producerei Giuseppe Colizzi és Enzo D’Ambrosio, zeneszerzője Carlo Rustichelli. A mozifilm a San Marco S.p.A. és a Crono Cinematografica S.p.A. gyártásában készült, az Euro International Film forgalmazásában jelent meg. Műfaja westernfilm.
Olaszországban 1969. december 20-án mutatták be a mozikban, Magyarországon két szinkronos változat is készült belőle, amelyekből az elsőt az MTV1-en 1990. március 25-én, a másodikat a TV2-n 2000. január 1-jén vetítették le a televízióban.

## Cselekmény
Cat Stevens, akit üldöznek ellenfelei, megsebesül a karján. Elköti a cirkuszi társulat főnökének lovát, de nem sokáig bírja, ezért a cirkusz emberei gondjukba veszik. A város gonosz ura, Finch mindenáron meg akarja ölni. Stevens elutazik legjobb barátjához, a mackótermetű Hutch Bessyhez, aki nyugodtan éldegél farmján és horgászik süketnéma barátjával. A város fellázadt telepesei lerohanják Finchet és bandáját.

## Szereplők
| Szereplő                  | Színész            | Magyar hang                            | Magyar hang                        |
| Szereplő                  | Színész            | Akik csizmában halnak meg (MTV1, 1990) | Csizmadombi fenegyerek (TV2, 1999) |
| ------------------------- | ------------------ | -------------------------------------- | ---------------------------------- |
| Cat Stevens               | Terence Hill       | Ujréti László                          | Ujréti László                      |
| Hutch Bessy               | Bud Spencer        | Bujtor István                          | Kránitz Lajos                      |
| Thomas                    | Woody Strode       | Gruber Hugó                            | Vass Gábor                         |
| Boone                     | Eduardo Ciannelli  | Elekes Pál                             | Makay Sándor                       |
| Finch                     | Glauco Onorato     | Vass Gábor                             | Holl Nándor                        |
| Franz, az akrobata        | Nazzareno Zamperla | Felföldi László                        | F. Nagy Zoltán                     |
| Hans, az akrobata         | Alberto Dell’Acqua | Incze József                           | Fekete Zoltán                      |
| Sam, a boltos             | Luciano Rossi      | Incze József                           | Seszták Szabolcs                   |
| Honey Fisher              | Victor Buono       | Láng József                            | Papp János                         |
| Mamy                      | Lionel Stander     | Simon György                           | Rajhona Ádám                       |
| John                      | Leslie Bailey      | Rékasi Károly                          | Molnár Levente                     |
| Joe                       | Maurizio Manetti   | Forgács Péter                          | Juhász György                      |
| Fisher ügyvédje           | Dante Cleri        | Pusztai Péter                          | Izsóf Vilmos                       |
| Sharp                     | Enzo Fiermonte     | Bitskey Tibor                          | Barbinek Péter                     |
| Collins úr, a hotelvendég | Raffaele Mottola   | Izsóf Vilmos                           | Pálfai Péter                       |
| Pip, Boone asszisztense   | N/A                | Izsóf Vilmos                           | Koncz István                       |
| Baby Doll                 | George Eastman     | Melis Gábor                            | N/A                                |
| Festékárus                | N/A                | Melis Gábor                            | N/A                                |
| Aranyásó                  | Dan Sturkie        | Antal László                           | N/A                                |
| McGavin                   | N/A                | Huszár László                          | Kárpáti Tibor                      |
| McGavin fia               | N/A                | Kautzky Armand                         | Katona Zoltán                      |
| Aranyásó fia a cirkuszban | N/A                | Boros Zoltán                           | Szokol Péter                       |
| Dino Strano               | N/A                | Kránitz Lajos                          | Megyeri János                      |

További magyar hangok (1. magyar szinkronban): Bencze Ilona, Láng József, Melis Gábor, Spilák Klára, Szokol Péter

## Televíziós megjelenések
- 1. magyar szinkron: TV-1, Film Mánia, C8, ACM, Filmcafé
- 2. magyar szinkron: TV2, Mozi+